# Porta Gaza
Pour les articles homonymes, voir Gaza (homonymie).
La Porta Gaza de Ravenne est située là où les nouveaux murs de l'extension de Valentinien III ont été insérés dans les plus anciens du côté sud de l'oppidum romain, dont les remparts sont encore partiellement visibles aujourd'hui. De nombreux documents attestent que la porte a été appelée ainsi car il s'agissait auparavant d'une porte du castellum des Gazi, donnée à l'archevêque en 1252. 
En 1338, l'archevêque Francesco Michiel a donné à Raniero (fils du comte de Cunnio), le « quartier de Gazo » y compris la porte, en emphytéose, à condition qu'ils conservent à leurs frais les fortifications pour l'honneur et la prospérité de l'archevêché de Ravenne. 